# 박민서 (1976년)
박민서(한국 한자: 朴玟緖, 1976년 8월 24일 ~ )는 대한민국의 전 축구 선수이며, 포지션은 미드필더였다.